# Timia pamirensis
Timia pamirensis är en tvåvingeart som beskrevs av Willi Hennig 1940. Timia pamirensis ingår i släktet Timia och familjen fläckflugor. Inga underarter finns listade i Catalogue of Life.